# Follifoot
Follifoot – wieś w Anglii, w hrabstwie North Yorkshire, w dystrykcie (unitary authority) North Yorkshire. Leży 27 km na zachód od miasta York i 288 km na północ od Londynu.